# Trinh Minh công chúa
Trinh Minh Công chúa (貞明公主, 27 tháng 6 năm 1603 - 8 tháng 9 năm 1685) là công chúa, Vương tộc nhà Triều Tiên, đích trưởng nữ của Triều Tiên Tuyên Tổ, mẹ là Nhân Mục Vương hậu, bà là chị cùng mẹ của Vĩnh Xương Đại quân, cô mẫu của Triều Tiên Nhân Tổ. Khi Quang Hải Quân kế vị ngai vàng, bà cùng mẹ Nhân Mục Đại phi bị phế, sau Nhân Tổ phản chánh thành công, hai mẹ con bà được phục vị. Huệ Khánh cung Hồng thị, chính thất của Trang Hiến Thế tử, Nguyên tần Hồng thị, hậu cung tần ngự của Triều Tiên Chính Tổ, cùng những quan thần nổi tiếng như Hồng Phụng Hán, Hồng Lân Hán, Hồng Quốc Vinh đều là hậu duệ sau này của bà.

## Cuộc sống

### Thời thơ ấu
Năm 1602, Tuyên Tổ năm thứ 35, Diên An Kim thị (金氏) nhận chỉ nhập cung phong làm vương phi. 1603, Tuyên Tổ năm thứ 36, hạ sinh Trinh Minh Công chúa, vì đã ở tuổi thứ 52 nhưng vẫn có thêm một vương nữ nên Tuyên Tổ hết sức yêu thương nuông chiều công chúa. Sau khi người anh trai cùng cha khác mẹ Quang Hải Quân lên ngôi, ngoại tổ phụ Kim Đễ Nam cùng em trai Vĩnh Xương Đại quân bị kết tội và xử tử.
Nhân Mục Đại phi cũng bị phế làm thứ dân và cùng công chúa bị giam cầm. Theo đó hôn nhân hoặc mọi nghi thức của bà đều chỉ được cử hành theo nghi thức dành cho ông chúa., còn mẹ bà thì được xem như một hậu cung chứ không phải chính cung của tiên vương. Phế Đại phi Kim thị vì lo sợ Quang Hải Quân sẽ không chỉ cho giết con trai mình mà còn có ý định giết luôn công chúa nên khi được hỏi về công chúa, bà trả lời rằng đã chết.

### Nhân Tổ phản chánh
Năm 1623, Phản chánh sự kiện dẫn đầu bởi Kim Tự Điểm và Lý Quát nhằm lật đổ Quang Hải Quân và đưa Lăng Dương quân (绫阳君) lên ngôi, tức Triều Tiên Nhân Tổ, thành công, bà cùng thân mẫu được phục vị và chuyển đến sống ở Xương Đức cung. Vào thời điểm đó công chúa đã 21 tuổi, mà theo quan niệm cũ là đã quá tuổi cập kê, nên một cuộc tuyển chọn phò mã cho công chúa đã diễn ra. Tuy nhiên, vì công chúa có thể đã quá tuổi, nên chỉ có chín người là được đưa vào danh sách để tuyển chọn. Tuyển chọn kết thúc và Hồng Trụ Nguyên (洪柱元), con trai của Hồng Anh (洪霙), được chọn làm phò mã. 

### Cái chết
Bà có với Hồng Trụ Nguyên được bảy nam một nữ. Trinh Minh Công chúa qua đời năm 1685 ở tuổi thứ 83, là công chúa có tuổi thọ cao nhất trong lịch sử nhà Triều Tiên. Sau khi mất, được nhập lăng với Hồng Trụ Nguyên.

## Gia quyến
Hoàng tộc Toàn Châu Lý thị (全州 李氏) 
- Nội tổ phụ: Đức Hưng Đại viện quân (德興大院君, 1530- 1559)
- Nội tổ mẫu: Hà Đông Phủ Đại phu nhân Hà Đông Trịnh thị (河東 鄭氏, 1522 - 1567)
  - Phụ vương: Triều Tiên Tuyên Tổ
    - Huynh: Quang Hải Quân
- Ngoại tổ phụ: Diên Hưng Phủ viện quân (延興府院君) Tặng (贈) Lãnh nghị chính (領議政) Ý Mẫn công (懿愍公) Kim Đễ Nam (金悌男, 1562 - 1613)
- Ngoại tổ mẫu: Quang Sơn Phủ phu nhân (光山府夫人) Quang Châu Lô thị (光州 盧氏, 1557 - 1637)
  - Mẫu hậu: Nhân Mục Vương hậu Kim thị (金氏, 1584 - 1632)
    - Vương đệ: Vĩnh Xương Đại quân Lý Nghĩa (李㼁, 1606 - 1614)

Phong Sơn Hồng thị (豊山洪氏) 
- Chương tổ phụ: Đại Từ Hiến (大司憲) Tặng (贈) Lãnh nghị chính (領議政) Đô Hiến công (都憲公) Hồng Lữ Tường (洪履祥, 1549 - 1615)
- Chương tổ mẫu: Tặng (贈) Trinh Kính phu nhân (貞敬夫人) An Đông Kim thị (安東 金氏, 1554 - 1616[?]), con gái của Tuyên vụ lang (宣務郞) Kim Cố Ngôn (金顧言)
  - Chương phụ: Hồng Anh (洪霙, 1584 - 1645)
  - Chương mẫu: Trinh Kính phu nhân (貞敬夫人) Diên An Lý thị (延安 李氏, ? - 1656[6])
    - Phò mã: Vĩnh An úy (永安尉) Văn Nghĩa công (文懿公) Hồng Trụ Nguyên (洪柱元, 1606[?] - 1672)
      - Trưởng nam: Hồng Đại Vọng (洪台望, 1625 - ?), mất sớm
      - Thứ nam: Trinh Giản công (貞簡公) Hồng Vạn Dung (洪萬容, 1631 - 1692)
        - Tôn tử: Hồng Trọng Cơ (洪重箕), tổ phụ của Hồng Phong Hán và Hồng Lân Hán
        - Tôn tử: Hồng Trọng Phạm (洪重範)
        - Tôn tử: Hồng Trọng Diễn (洪重衍)
        - Tôn tử: Hồng Trọng Phúc (洪重福)
        - Tôn tử: Hồng Trọng Trù (洪重疇)

      - Nam: Hồng Vạn Hành (洪萬衡, 1633 - 1670)
        - Tôn tử: Hồng Trọng Mô (洪重模)
        - Tôn tử: Hồng Trọng Giai (洪重楷)

      - Nam: Hồng Vạn Hy (洪萬熙, 1635 - 1670)
      - Nam: Hồng Đài Lượng (洪台亮, 1637 - ?), mất sớm
      - Nam: Hồng Đài Lục (洪台六, 1639 - ?), mất sớm
      - Trưởng nữ: Hồng Đài Nhậm (洪台妊, 1641 - ?), hạ giá lấy Tào Điện Chu (曺殿周, 1640 - 1696)
      - Nam: Phán quyết sự (判決事[7]) Hồng Vạn Hoài (洪萬懷, 1643 - 1710)

## Phim ảnh
Được diễn bởi Lee Yeon-hee trong phim Bức hoạ vương quyền (MBC 2015).